# Henrietta Lacks
Henrietta Lacks, (registrada al nacer como Loretta Pleasant; Roanoke, Virginia, 1 de agosto de 1920 - Baltimore, Maryland , 4 de octubre de 1951) fue una mujer afrodescendiente donadora involuntaria de células de su tumor canceroso, cultivado por George Otto Gey para originar una línea de cultivo celular inmortal (denominadas, en su memoria, células HeLa). Con las células de Lacks se han realizado más de 70 000 experimentos científicos en todo el mundo.

## Biografía

### Primeros años de vida
Henrietta Lacks fue registrada, al nacer, como Loretta Pleasant el 1 de agosto de 1920 en Roanoke (Virginia). Sus padres fueron Eliza (1886-1924) y John Randall Pleasant (1881-1969), que trabajaban como guardafrenos en el ferrocarril. Sus descendientes no saben cómo ocurrió el cambio de nombres de Loretta a Henrietta, llevó en vida el sobrenombre de Hennie. Su madre murió en el nacimiento de su décimo hijo en 1924, por lo que su padre llevó a los niños a criarse con sus abuelos maternos en Clover (Virginia).

### Matrimonio y familia
Se casó con su primo David “Day” Lacks (1915-2002) en Halifax (Virginia). David se había mudado de casa de los abuelos de Henrietta cuando ella llegó ahí a la edad de 4 años. Henrietta y David se casaron en 1941, después del nacimiento de dos hijos, sorprendiendo a muchos en la familia, ya que ambos se habían criado como hermanos.[cita requerida]
Después de convencer a David para migrar hacia el norte en busca de trabajo, Henrietta se le unió en 1943. David encontró empleo en el astillero de Sparrows Point, Maryland, viviendo en una casa en Dundalk (Maryland). Esta comunidad era una de las más grandes y más jóvenes de las comunidades afroamericanas del condado de Baltimore, Maryland.[cita requerida]
El matrimonio Lacks tuvo cinco hijos: Lawrence (n. 1935), Elsie (n. 1939), David “Sony” Jr. (n. 1947), Deborah (n. 1949) y Joseph (n. 1950, quien después se nombraría Zakariyya Bari Abdul Rahman). Joseph, el último hijo de Henrietta, nació en el Hospital Johns Hopkins en noviembre de 1950, tan sólo cuatro meses antes que le diagnosticaran cáncer a Henrietta. Elsie, que era descrita por la familia como "diferente" y "sordomuda", murió en el Hospital Estatal de Crownsville en 1955. Muchos años después, la familia se enteraría de que allí Elsie sufrió abusos y pudieron haberle perforado hoyos en la cabeza para realizar experimentos. Elsie había sido internada alrededor de 1950, más o menos en las mismas fechas en que Henrietta descubría que tenía inflamaciones y sangrado inusual.[cita requerida]

### Enfermedad
El 1 de febrero de 1951, después de un viaje de curación por polio a la ciudad de Nueva York (según Michael Rogers, del Detroit Free Press, Rolling Stone y Rebecca Skloot), es posible que Lacks haya pedido consulta en el Hospital Johns Hopkins debido a un doloroso bulto en el cuello uterino y una hemorragia en la vagina. Ese día le diagnosticaron cáncer de cuello uterino y la apariencia del tumor era diferente a cualquiera antes visto por el ginecólogo examinador, el doctor Howard W. Jones, quien fundaría, con su esposa Georgeanna, el Jones Institute for Reproductive Medicine en la Escuela de Medicina de Virginia del Este en Norfolk, Virginia.[cita requerida]
Antes de iniciar el tratamiento contra el tumor le extrajeron células del carcinoma con fines de investigación sin su conocimiento o consentimiento. Esta situación era habitual en esa época. En su segunda visita ocho días más tarde, el doctor George Otto Gey tomó otra muestra del tumor y guardó una parte. Es en esta muestra donde tienen su origen las células HeLa.[cita requerida]
Lacks fue tratada con radioterapia durante varios días, un tratamiento común para estos tipos de cánceres en 1951. Lacks volvió para continuar el tratamiento de rayos X. Pero su condición empeoró y los médicos del Hospital Hopkins la trataron con antibióticos, pensando que su problema podría complicarse por una enfermedad venérea (tenía neurosífilis y presentaba gonorrea aguda). Con un fuerte dolor y sin mejoría, Lacks regresó al Hospital Hopkins demandando ser admitida el 8 de agosto, permaneciendo allí hasta su muerte. Aunque recibía tratamiento y transfusiones de sangre, murió el 4 de octubre de 1951 por insuficiencia renal, a la edad de 31 años. Una autopsia parcial posterior mostró que el cáncer había sufrido metástasis a otras partes del cuerpo. Henrietta Lacks fue sepultada sin lápida en un cementerio familiar en Lackstown. Su sitio exacto de sepultura no se conoce, aunque su familia cree que se encuentra a poca distancia de la tumba de su madre.

## Legado
A inicios de 1970 la familia recibía peticiones de investigadores que querían muestras de sangre de la familia para conocer la genética de la familia. La familia se sorprendió cuando se enteró de las células retiradas a Henrietta. Nadie más en la familia tenía los rasgos que hacen a sus células únicas.
Las células del tumor de Henrietta fueron dadas al investigador George Otto Gey, quien descubrió que las células de Henrietta hacían algo que nunca había visto: se mantenían vivas y crecían en cultivo celular. Gey nombró a la muestra "HeLa" por las letras iniciales del nombre de Henrietta Lacks. Estas fueron las primeras células humanas que podían desarrollarse en un laboratorio y que eran "inmortales" (no morían después de algunas divisiones celulares), y podían emplearse para desarrollar muchos experimentos. Esto representó un enorme avance para la investigación médica y biológica. De acuerdo con el reportero Michael Rogers, el crecimiento de las células HeLa por un investigador en un hospital ayudó a responder la demanda de 10 000. Hacia 1954, las células HeLa estaban siendo usadas por Jonas Salk para desarrollar una vacuna contra la poliomielitis. Para probar la nueva vacuna de Salk las células fueron puestas rápidamente en producción masiva, lo que representó la primera producción “industrial” de células. La demanda de células HeLa creció rápidamente.
Desde que las células de Henrietta fueron puestas en producción masiva, las células han sido enviadas a científicos alrededor del mundo para investigaciones sobre cáncer, sida, los efectos de la radiación y sustancia tóxicas, mapeo genético y un número incontable de fines científicos. Las células HeLa han sido empleadas para investigar la sensibilidad humana a cinta adhesiva, pegamento, cosméticos y muchos otros productos. Los científicos han producido 20 toneladas de células de HeLa, aunque aún no han descubierto por qué las células HeLa son tan particulares. Hay más de 11.000 patentes que involucran las células HeLa.
En 1996 la Escuela de Medicina Morehouse de Atlanta y el alcalde de Atlanta, Georgia, reconocieron tardíamente a la familia de Henrietta Lacks por sus contribuciones póstumas. Su vida fue conmemorada por los residentes de la Estación Turners pocos años después de la conmemoración de la Escuela Morehouse. Una resolución del congreso en su honor fue presentada por Robert Ehrlich poco después de la primera conmemoración de Henrietta, su familia y sus contribuciones a la ciencia en la estación Turners.
En 1998 el documental de una hora de la BBC Modern Times: The Way of All Flesh sobre Lacks y HeLa dirigido por Adam Curtis ganó el premio al mejor documental sobre ciencia y naturaleza (Best Science and Nature Documentary) en el Festival de Cine Internacional de San Francisco.
Otros también han sido conmemorados en la Estación Turner por sus contribuciones incluyendo Mary Kubicek, la asistente de laboratorio que descubrió que las células HeLa sobrevivían fuera del cuerpo humano, así como el Dr. Gey y su esposa, la enfermera Margaret Gey, quienes después de 20 años de intentos lograron que las células fueran capaces de crecer fuera del cuerpo humano. Gey diría a los medios "quien estudie estas células vencerá al cáncer".
Rebecca Skloot en su libro en 2010 The Immortal Life of Henrietta Lacks ("La vida inmortal de Henrietta Lacks") documenta tanto la historia de la línea celular HeLa como la de la familia Lacks. Al marido de Henrietta, David Lacks, le informaron muy poco sobre los estudios a los que ella había sido sometida. Las sospechas alimentadas por cuestiones raciales, frecuentes en el Sur de Estados Unidos, fueron arregladas por cuestiones de clase y educación. Por otra parte, los miembros de la familia Lacks nunca estuvieron enterados de la existencia de la línea de tejido, y cuando su existencia fue revelada, se mostraron sorprendidos de cómo las células de Henrietta pudieron haber sido tomadas sin su consentimiento y de cómo estas podían estar todavía vivas 60 años después de su muerte.
A inicios de los años 1970 se desencadena un escándalo entre investigadores celulares, como relata Michael Gold en su libro A Conspiracy of Cells. Richard Nixon quería ser recordado como el presidente que venció el cáncer. Por ello propuso a investigadores de la Unión Soviética la "lucha conjunta contra el cáncer" mediante el intercambio de material genético de células cancerosas. El experto Walter Nelson-Rees comprueba que del material intercambiado se trata siempre de las células HeLa, que se pretende que son de tejidos de diferentes pacientes. Nelson-Rees prueba diferentes laboratorios en el mundo y reconoce que en todo el mundo las células HeLa han contaminado otras líneas celulares: las células HeLa son un éxito permanente, y se extienden por todos lados, "cubren todo".
Con ayuda de la línea de cultivo de células HeLa se ha producido la vacuna contra la poliomielitis, y las primeras células híbridas entre ser humano y ratón, además del desarrollo del medicamento trastuzumab (Herceptin®) contra el cáncer de mama. Con ayuda de las células HeLa se han desarrollado terapias génicas y medicamentos para tratar enfermedades como el Parkinson y la leucemia. Se calcula que desde el desarrollo de la línea de células HeLa se han producido aproximadamente 50 toneladas de material celular.
La historia de Henrietta Lacks muestra los cuestionamientos legales y éticos a los que se enfrenta la investigación en biomedicina.

## Reconocimientos
En octubre de 2021, el director general de la OMS le otorgó un premio póstumo en reconocimiento de su vida, su legado y su contribución a la ciencia médica. El premio fue recibido por su hijo Lawrece Lacks de 87 años acompañado de los nietos y bisnietos de Henrietta. Uno de los objetivos del reconocimiento fue tratar de subsanar el ocultamiento de la raza de la señora Lacks (negra) por parte de la comunidad científica mundial de la época.